# Parafia Świętych Apostołów Piotra i Pawła w Krzakach
Parafia Świętych Apostołów Piotra i Pawła w Krzakach – parafia rzymskokatolicka znajdująca się w diecezji sandomierskiej, w dekanacie Pysznica.

## Historia
Początek parafii Krzaki sięga lat 70. XX wieku. Ówczesny kościół parafialny w Pysznicy był zbyt daleko, dlatego też w miejscowościach wchodzących w skład parafii Krzaki, zaczęto odprawiać Msze święte w domach. Księża z Pysznicy przyjeżdżali odprawiać nabożeństwa i uczyć religii nie tylko do Krzaków, ale także do Słomianej i Studzieńca.
Jednakże były to rozwiązania chwilowe, ponieważ mogło się okazać, że nie ma miejsca na odprawianie Mszy świętej. Poszukiwania odpowiedniego miejsca na odprawianie Mszy świętych, prowadzone były głównie przez księdza prałata Władysława Szubargę. Plac na kościół obiecał mieszkaniec Paweł Krzal. Jednakże we wrześniu 1972 r. zmarł, dlatego też jego córka Teresa Ragan spełniła obietnicę ojca i udostępniła plac wraz z budynkami. Dzięki ogromnemu zapałowi wiernych i księży, bardzo szybko utworzono pierwszy kościół.
1 stycznia 1974 r. ksiądz biskup Ignacy Tokarczuk – ordynariusz diecezji przemyskiej, poświęcił kaplicę w Krzakach pod wezwaniem Bożego Narodzenia.    14 czerwca 1974 r. ks. biskup Ignacy Tokarczuk utworzył parafię Krzaki. Pierwszym proboszczem nowej parafii został ks. Henryk Borcz, który w obecnym czasie pełnił funkcję wikariusza w  parafii Pysznica. Jednakże parafia nie była w pełni przystosowana, ponieważ nie było miejsca, w którym mógłby zamieszkać kapłan. Mieszkańcy postanowili stworzyć plebanię dla proboszcza. W skład parafii obok Krzaków i Słomianej, wszedł również Studzieniec. W Studzieńcu początkowo Msze święte odbywały się  domu Piotra Sobiło. Jednakże i w Studzieńcu znalazł się ofiarodawca, który przekazał swoją działkę i dom na kościół, wtedy też rozpoczęły się prace przy adaptacji tego domu na świątynię. W roku 1977 Studzieniec posiadał swój kościół.
23 października 1977 r. ksiądz biskup Bolesław Taborski poświęcił kościół pod wezwaniem Niepokalanego Serca Najświętszej Maryi Panny w Studzieńcu i plebanię w Krzakach.
W 1980 r. proboszczem parafii Krzaki został ksiądz Andrzej Bobola. Wtedy też zaczęto myśleć o budowie nowego kościoła parafialnego i plebanii, lecz w nowym miejscu. W tym celu zakupiono działkę od Leśnej Wspólnoty Gruntowo-Serwitutowej w Kłyżowie.
Nowy kościół o powierzchni 350 m² został zaprojektowany przez inżyniera Romana Orlewski z Rzeszowa. Pracami budowlanymi kierował początkowo majster Jan Piotrowski z Kłyżowa, a po nim majster Jan Sobiło z Zarzecza. 25 lipca 1982 r. ksiądz biskup Bolesław Taborski poświęcił kamień węgielny pod nowy kościół. 18 sierpnia 1985 r. ks. biskup Stefan Moskwa poświęcił w Krzakach kościół parafialny pod wezwaniem Świętych Apostołów Piotra i Pawła.
Wielkim wysiłkiem parafian z kraju i z zagranicy oraz dzięki ogromnemu zaangażowaniu księdza proboszcza Andrzeja Boboli, powstał jeszcze jeden kościół w parafii – w Studzieńcu. Tutaj również zaplanowano budowę kościoła w nowym miejscu. Kościół zaprojektował i nadzór nad budową prowadził inżynier Zbigniew Konopka ze Stalowej Woli. Majstrem budowy był pan Marian z parafii Pobiedno. Kamień węgielny pod budowę nowego kościoła, przywieziony z Ziemi Świętej poświęcił ksiądz biskup Edward Frankowski. W dniu 19 grudnia 1999 r. uroczystego poświęcenia kościoła w Studzieńcu dokonał ksiądz biskup Marian Zimałek.
Od początku powstania parafii istniało przekonanie, iż potrzebny jest na miejscu cmentarz parafialny, ponieważ mieszkańcy okolicznych miejscowości grzebani byli na cmentarzu parafialnym w Pysznicy. Po wybudowaniu kościołów, ksiądz proboszcz Andrzej Bobola podjął starania o utworzenie cmentarza w Krzakach. 29 czerwca 2007 r. poświęcony został w miejscowości Krzaki, cmentarz parafialny.
1 lipca 2013 roku ksiądz biskup Krzysztof Nitkiewicz – mianował proboszczem parafii Krzaki księdza Henryka Króla – dotychczasowego wikariusza parafii pod wezwaniem św. Mikołaja w Szewnej.